# Anarchy 2023

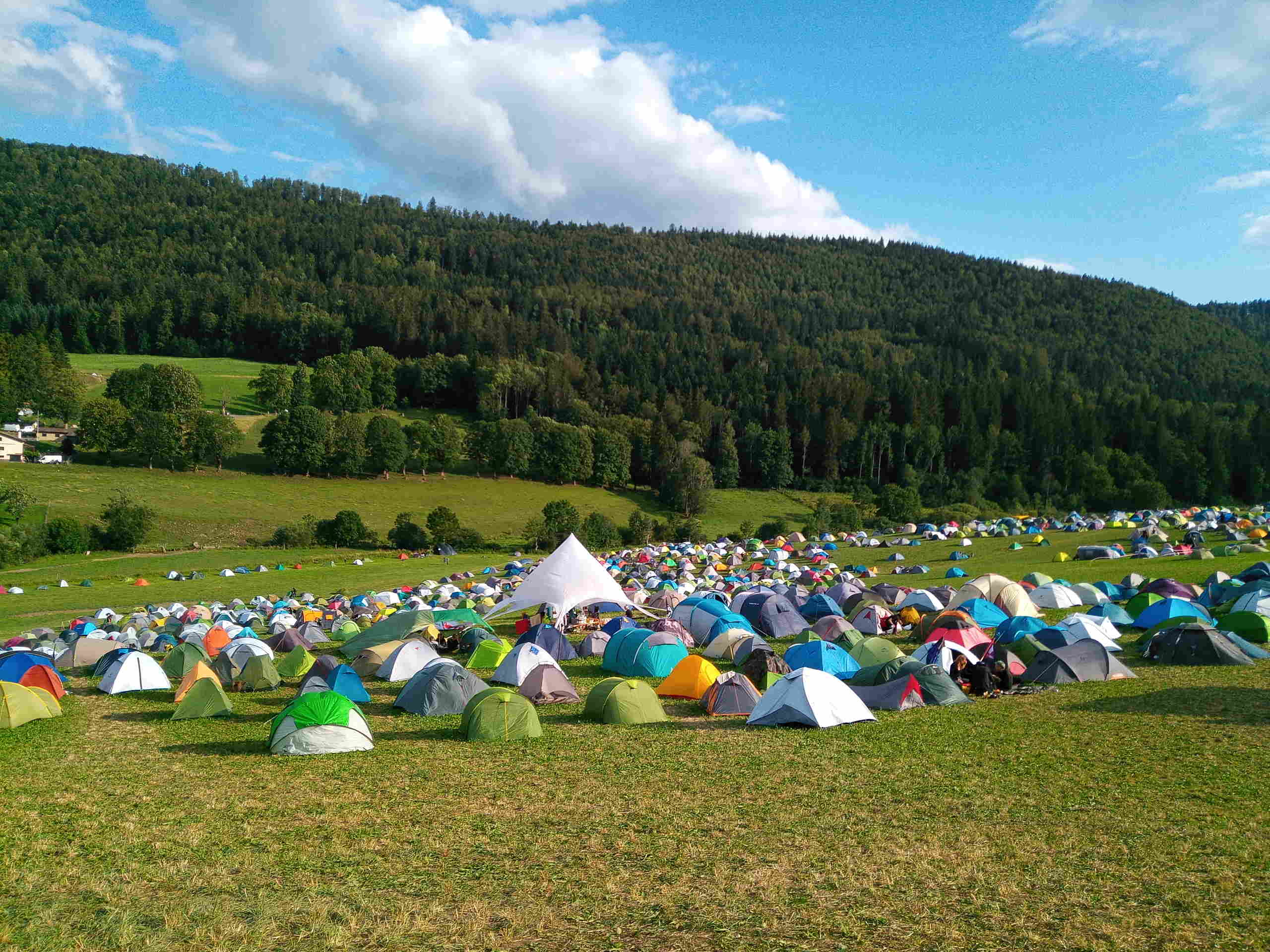
Campingplatz beim Kongress Anarchy 2023 in St-Imier

Anarchy 2023 war ein länderübergreifendes Treffen von 3000 bis 5000 Anarchisten in Saint-Imier im Schweizer Jura, das vom 19. bis 23. Juli 2023 stattfand.

## Versammlungsort
Die Gemeinde Saint-Imier mit ihren über 5000 Einwohnern liegt an der Grenze zu Frankreich, im Berner Jura am Südhang des Mont Soleil (dt.: Sonnenberg). Auf diesem befindet sich das grösste Sonnenkraftwerk der Schweiz.
Die Bevölkerung reagierte gelassen auf den Kongress. Die Gemeinde stellte ihre öffentlichen Gebäude zur Verfügung. Ortsansässige Menschen wie die Betreiber des anarchistischen Veranstaltungszentrums Decentrale oder des Espace Noir waren in die Organisation involviert. Vor dem Kongress gab es mehrere Sitzungen mit Bürgermeister Corentin Jeanneret (FDP), der die Zusammenarbeit trotz unterschiedlicher politischer Werte als konstruktiv und reibungslos bezeichnete.

## Geschichtlicher Hintergrund
Für die anarchistische Bewegung ist Saint-Imier von besonderer Bedeutung, weil hier im Jahr 1872 die erste Antiautoritäre Internationale stattfand, auf der die Internationalen antiautoritären Föderationen (IAA) gegründet wurden. Seitdem haben sich Anarchisten immer wieder in Saint-Imier getroffen. Der letzte grössere Kongress in Saint-Imier, der Rencontre international de l’Anarchisme, fand im Jahr 2012 statt. Anarchy 2023 sollte eigentlich bereits zum 150. Jubiläum der IAA, also im Jahr 2022 stattfinden. Aufgrund der COVID-19-Pandemie wurde die Veranstaltung jedoch um ein Jahr verschoben.

## Anarchie-Verständnis
Nach Meinung der Veranstalter ist Anarchie «keineswegs Chaos und Ordnungslosigkeit, sondern das Gegenteil: Sie tritt für eine antiautoritäre und selbstverwaltende persönliche und gesellschaftliche Organisation ein, deren Ziel die Emanzipation aller Menschen ist. Das bedeutet, gegen alle Formen von Unterdrückung, Ausbeutung und aufgezwungener Autorität zu kämpfen und überall Freiheit (Abwesenheit von Herrschaft), Gleichheit (Abwesenheit von Privilegien) und gegenseitige Hilfe (Gegenseitigkeit) zu fördern.»

## Teilnehmer
Die Angaben zur Teilnehmerzahl in den Medienberichten schwanken zwischen 4000 und 5000 Menschen.
Viele der überwiegend jüngeren Teilnehmer kamen aus der Schweiz, Deutschland und Frankreich. Es kamen auch Einzelpersonen und Gruppen aus zahlreichen anderen Ländern wie Irland, Norwegen, Ungarn, Slowenien, Russland, Japan und den USA. Für Teilnehmer aus Osteuropa stellten die hohen Kosten ein Hindernis dar. Für Teilnehmer aus dem globalen Süden kam die schwierige Beschaffung von Visa noch hinzu.
Quentin Schlapbach berichtete im Tages-Anzeiger: «Für viele ist der Besuch in St-Imier eine Art Pilgerfahrt, eine Rückkehr zu den Wurzeln ihrer politischen Gesinnung.»

## Programm
Während der fünf Tage fanden etwa 400 unterschiedliche Veranstaltungen statt, darunter Workshops im Ceff (Centre de formation professionnelle Berne francophone) an der Route de Sonvilier 3, Vorträge im Salle de spectacles (Rue Saint-Martin), ausserdem Konzerte und Filmvorführungen im Espace Noir (Rue Francillon 29) sowie Theateraufführungen und Ausstellungen im Centre de Culture et de Loisirs (Rue d’la Zouc 6). Es gab vor und während des Kongresses die Möglichkeit, Workshops, Diskussionen, Filmvorführungen, Konzerte etc. vorzuschlagen oder anzubieten. Um die Angebote zu koordinieren, wurde die ⒶPENKI-Website eingerichtet.
Ausserdem fand während der gesamten Zeit eine Buchmesse statt. Mit dabei waren unter anderem: Anarchistische Gruppe Dortmund, Anarchistische Föderation, Europäische Kooperative Longomai, CrimethInc. und Industrial Workers of the World (IWW).

## Organisation
Der Kongress war komplett selbstorganisiert und nicht-kommerziell. Alle Organisatoren und Helfern arbeiteten unentgeltlich, um den Kongress zu ermöglichen und um auf externe, kommerzielle Dienstleister verzichten zu können.
Für alle Programmpunkte im Salle de spectacles gab es eine Simultan-Übersetzung (in Französisch, Englisch, Deutsch, Italienisch, Spanisch, Portugiesisch und Russisch).
Es gab eine Arbeitsgruppe für die Betreuung von Kindern zwischen 5 und 12 Jahren. Die Räume standen auch als Familienräume zur Verfügung, mit Spielzeug, Büchern und einer «Siesta-Ecke».

## Fussnoten
1. 1 2 3  Weltrevolution oder Festivalspass? – Zu Besuch bei den Antiautoritären von St-Imier. 20. Juli 2023, abgerufen am 4. August 2023.
2. ↑  Benjamin von Wyl, Thomas Kern: ‘Sabotage everywhere’: at the Swiss birthplace of global anarchism. 8. August 2023, abgerufen am 8. August 2023 (englisch).
3. 1 2 3 4 5  Gabriel Kuhn: Reportage: Anything goes. In: jungewelt.de. 2. August 2023, abgerufen am 3. August 2023.
4. ↑  Aus dem Aufruf zum Mitorganisieren
5. ↑  Kaspar Surber: 151. Jubiläum Anarchismus-Kongress: Anständiger Anarchismus. In: Die Tageszeitung: taz. 26. Juli 2023, ISSN 0931-9085 (taz.de [abgerufen am 4. August 2023]).
6. ↑  Reportage vom Anarchisten-Kongress – «Verletzliche» Männer – darüber darf nicht diskutiert werden. 22. Juli 2023, abgerufen am 4. August 2023.
7. ↑  Till Minder: Das Schweizer Uhrmacherdorf Saint-Imier wird zur Anarchisten-Hochburg. In: nzz.ch. Neue Zürcher Zeitung, 20. Juli 2023, abgerufen am 23. August 2023 (deutsch).
8. ↑  3000 Anarchisten treffen sich im Berner Jura. Schweizer Radio und Fernsehen, 21. Juli 2023.
9. ↑  ⒶPENKI-Website, abgerufen am 4. August 2023.
10. ↑  Buchmesse/Expo | ANARCHY 2023. Abgerufen am 3. August 2023.
11. ↑  Care Team | ANARCHY 2023. Abgerufen am 3. August 2023.
12. ↑  Wir benötigen Dolmetscher | ANARCHY 2023. Abgerufen am 3. August 2023.
13. ↑  Kinderbetreuung | ANARCHY 2023. Abgerufen am 3. August 2023.